# Amaury Dréo
« Dréo » redirige ici. Pour l’article homophone, voir Dréau.
Amaury Dréo, né le 7 décembre 1829 à Rennes (Ille-et-Vilaine) et mort le 11 septembre 1882 à Trouville-sur-Mer (Calvados), est un homme politique français.

## Biographie
Amaury-Prosper-Marie Dréo fait ses études de droit à Rennes, puis s'inscrit en tant qu'avocat au barreau de Paris en 1850. Il demeure au no 21 de la rue Jacob (6e arrondissement), épouse la fille du député Garnier-Pagès, Éléonore-Anna Pagès (1835-) où naquit Anna Dréo et milite activement aux côtés des républicains.
En 1863, se réunissant chez son beau-père peu avant les élections de Paris, il est arrêté avec d'autres républicains pour le délit d'avoir fait partie d'une association non autorisée de plus de vingt personnes, implicitement d'avoir collaboré au manuel électoral qui venait d'être publié et condamné à 500 Francs d’amende lors du « procès des treize » en 1864.
Il est secrétaire du  Gouvernement de la Défense nationale, après le 4 septembre 1870. Il est député du Var de 1871 à 1882, élu lors de l'élection complémentaire du 2 juillet, inscrit au groupe de l'Union républicaine. Il fut l'un des 363 députés refusant la confiance au gouvernement de Broglie, le 16 mai 1877.
Le 31 juillet 1881, en tant que député de l’arrondissement de Brignoles, il inaugure le premier monument dédié aux victimes du coup d’État du 2 décembre 1851 à Aups (Var). Lors de son discours inaugural, il rappelle qu’il a été le premier à proposer, le 21 décembre 1872, devant l’Assemblée une indemnisation des victimes du coup d’État,.
Il décède à Trouville-sur-Mer d'une suite de péritonite. Il est remplacé par Marius Poulet.